# Dryopsophus brongersmai
Espèce
Synonymes
- Hyla brongersmai Loveridge, 1945
- Litoria brongersmai (Loveridge, 1945)

Statut de conservation UICN

 DD  : Données insuffisantes
Dryopsophus brongersmai est une espèce d'amphibiens de la famille des Pelodryadidae.

## Répartition
Cette espèce est endémique de Nouvelle-Guinée occidentale en Indonésie. Elle se rencontre dans la province de Papouasie au-dessus de 1 000 m d'altitude dans la vallée de Panara et le cours supérieur du fleuve Wapoga.

## Description
Le mâle holotype mesure 24 mm.

## Étymologie
Cette espèce est nommée en l'honneur de Leo Daniël Brongersma.

## Publication originale
- Loveridge, 1945 : New tree-frogs of the genera Hyla and Nyctimystes from New Guinea. Proceedings of the Biological Society of Washington, vol. 58, p. 53–58 (texte intégral).